# François de Callataÿ
François de Callataÿ, né le 13 juin 1961 à Uccle, est un historien de l'art et archéologue belge, spécialiste de la monnaie et de l’histoire financière de la Grèce antique, en particulier de l'époque hellénistique.

## Liminaire
Chef de département à la Bibliothèque royale de Belgique où il a dirigé le Cabinet des Médailles (1996-2007) et les sections patrimoniales (1997-2013), François de Callataÿ est professeur à l'Université libre de Bruxelles et directeur d’études à l’École pratique des hautes études (Paris). Membre de l'Académie royale de Belgique (Classe des Lettres et des Sciences morales et politiques) et de l'Institut de France (membre correspondant étranger de l'Académie des inscriptions et belles-lettres), il est le lauréat du prix Francqui 2007.

## Biographie
François de Callataÿ a été élève du Collège Saint-Pierre d'Uccle, puis a poursuivi ses études à l'Université catholique de Louvain (1979-1983) où, sous l’impulsion de Tony Hackens, il s’est spécialisé en numismatique grecque. Son mémoire de licence portait sur les monnayages d'Alexandre le Grand (1983) et sa thèse de doctorat sur les émissions monétaires liées aux guerres menées par Mithridate VI Eupator, roi du Pont (1988). Après avoir passé un an en Grèce, à l'École française d’Athènes, comme boursier de la Communauté française de Belgique (1984-1985), il a ensuite obtenu le mandat d’aspirant du Fonds national de la recherche scientifique (1985-1989), puis celui de chargé de recherches (1989-1991).
À l’automne 1991, il entre au Cabinet des médailles de la Bibliothèque royale de Belgique, dont il assurera bientôt la direction (1996). En 1997, il est promu chef du département des cabinets muséologiques (collections nationales de manuscrits, d’estampes et des monnaies & médailles) avant que ses responsabilités ne s’élargissent en 2006 à l’ensemble des collections patrimoniales de la Bibliothèque royale (Manuscrits, Réserve précieuse, Estampes, Cartes et Plans, Musique, Monnaies & Médailles). Il est membre du Conseil de direction et du Conseil scientifique de cet établissement.
Depuis 1998, François de Callataÿ enseigne l’histoire monétaire et financière du monde grec en tant que directeur d’études à la IVe section de l'École pratique des hautes études (Paris/Sorbonne) où il a succédé à Georges Le Rider. Depuis 2008, il est également professeur à Université libre de Bruxelles où il dispense le cours de questions socio-économiques de l’Antiquité.
Invité à faire un cycle de conférences au Collège de France (1994) et membre de l'Institute for Advanced Study (Princeton, 2001), François de Callataÿ a par deux fois été le visting professor de l'American Numismatic Society (New York, 1995 et 2003).
Ses travaux (douze livres et plus de 5 000 pages publiés dans plus de 20 pays), portant avant tout sur la monnaie grecque antique, lui ont valu plusieurs marques de reconnaissance. Lauréat notamment du prix Bordin 1998 et du prix Engel 2004 (Académie des inscriptions et belles-lettres), ainsi que du prix Victor Tourneur 1999 (Académie royale de Belgique), il est titulaire du jeton de vermeil de la Société française de numismatique (2006) ainsi que le Huntington Medal Award de l'American Numismatic Society (2006).
En 2007, il a reçu des mains du prince Philippe de Belgique le prix Francqui, la plus prestigieuse récompense scientifique attribuée en Belgique, souvent appelé pour cette raison le « Nobel belge ». Commandeur de l'Ordre de Léopold II, François de Callataÿ est membre titulaire de l'Académie royale d'archéologie et d'histoire de l'art de Belgique (depuis 1998), membre de la Classe des Lettres et des Sciences morales et politiques de l'Académie royale de Belgique (depuis 2004), membre correspondant étranger de l'Institut de France (Académie des inscriptions et belles-lettres, depuis 2009) et membre de l'Academia Europaea (depuis 2010).

## Travaux
« François de Callataÿ est l’auteur d’une contribution révolutionnaire quant à notre compréhension de la numismatique et de l’histoire du monde classique. Ses avancées méthodologiques ont des implications qui peuvent améliorer l’étude de nombreuses autres cultures anciennes.
Ses publications scientifiques sont nombreuses et uniformément de grande qualité. En particulier, il a fait avancer notre compréhension de la numismatique, de l’histoire financière et monétaire du monde hellénistique (les trois derniers siècles av. J.-C.), une période durant laquelle le concept grec et social de la monnaie frappée s’est répandu de la Méditerranée jusqu’à l’Afghanistan. Il a apporté une contribution décisive au débat entre primitivistes et modernistes dans le champ de l’histoire économique ancienne. Il a convaincu la communauté scientifique qu’il est possible de faire des propositions sensées à propos de la taille de l'économie monétaire antique, et que nous ne devons plus désormais nous en remettre seulement à des approches descriptives. Le jury est convaincu que l’œuvre de François de Callataÿ a transformé notre compréhension du monde de l'antiquité classique, tant grecque que romaine. Ceci a des implications pour le développement d’une compréhension politique du rôle des précédents historiques dans le débat en cours s’agissant des unions monétaires et financières. »

— Rapport du jury du prix Francqui 2007.

## Ouvrages
- L'argent monnayé d'Alexandre le Grand à Auguste, Travail du Cercle d'Études Numismatiques 12, Bruxelles, 1993, 116 p. (avec G. Depeyrot et L. Villaronga).
- Les tétradrachmes d'Orodès II et de Phraate IV. Étude du rythme de leur production à la lumière d'une grosse trouvaille, Studia Iranica XIV, Paris, 1994, 96 p. et XX pl.
- Les monnaies grecques et l'orientation des axes, Glaux 12, Milan, 1996, 120 p. et 3 pl.
- L'histoire des guerres mithridatiques vue par les monnaies, Numismatica Lovaniensia 18, Louvain-la-Neuve, 1997, XIII + 481 p. et 54 pl.

- Prix Bordin 1998 de l'Académie des inscriptions et belles-lettres
- Recueil quantitatif des émissions monétaires hellénistiques, Numismatique Romaine, Wetteren, 1997, X + 341 p.
- Greek and Roman coins from the du Chastel Collection. Coin Cabinet of the Royal Library of Belgium, Londres, Spink, 1999, XIX + 162 p. et 41 pl. (avec J. van Heesch).
- Conférence d'ouverture d'Histoire monétaire et financière du monde grec, Paris, Droz, 2000, 59 p.
- La monnaie grecque, Paris, Éllipses, 2001, 176 p. (avec D. Gerin, M. Amandry et C. Grandjean).
- Recueil quantitatif des émissions monétaires archaïques et classiques, Numismatique Romaine, Wetteren, 2003, VII + 267 p.
- The Coin of Coins, Jérusalem, Israël Museum, 2004, 49 p. (avec H. Gitler).
- Quantifications et numismatique antique. Choix d’articles (1984-2004), Moneta 52, Wetteren, 2006, 260 p.
- Les Séleucides et les Ptolémées. L’héritage monétaire et financier d’Alexandre le Grand, Paris, Ed. du Rocher, 2006, 297 p. (avec G. Le Rider).
- (en) « The Brussels tetradrachm of Aitna: possibly the most precious ancient coin in the world », in: Iossis, P. (ed.), All that glitters: The Belgian contribution to Greek numismatics, Athènes, 2010, p. 82-91, sur academia.edu, voir l'article Tétradrachme d'Aitna.